# Pfalz D.VIII
Pfalz D.VIII là một mẫu máy bay tiêm kích của Đức trong Chiến tranh thế giới I.

## Tính năng kỹ chiến thuật (D.VIII - (động cơ Sh III))
Dữ liệu lấy từ German Aircraft of the First World War 
Đặc điểm tổng quát
- Kíp lái: 1
- Chiều dài: 5,65 m (18 ft 6½ in)
- Sải cánh: 7,52 m (24 ft 8½ in)
- Chiều cao: 2,75 m (9 ft 0½ in)
- Diện tích cánh: 17,2 m² (186 ft²)
- Trọng lượng rỗng: 543 kg (1.195 lb)
- Trọng lượng có tải: 738 kg (1.624 lb)
- Động cơ: 1 × Siemens-Halske Sh.III kiểu động cơ 11 xy lanh, 119 kW (160 hp)

 Hiệu suất bay 
- Vận tốc cực đại: 190 km/h [2] (103 knot, 118 mph)
- Trần bay: m (ft)
- Tải trên cánh: 42,9 kg/m² (8,73 lb/ft²)
- Công suất/trọng lượng: 0,16 kW/kg (0,099 hp/lb)
- Thời gian bay: 1,5 h
- Lên độ cao 6.000 m (19.700 ft): 25 phút

Trang bị vũ khí

- Súng: 2 × súng máy LMG 08/15 7,92 mm (0.31 in)